# José Ramos-Horta

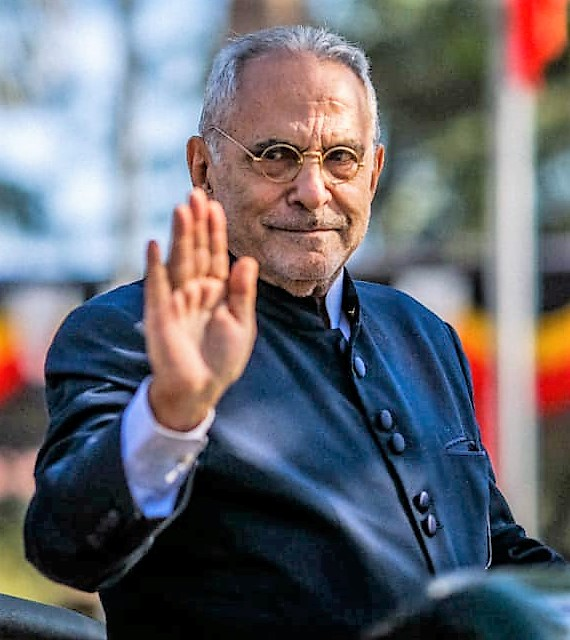
José Ramos-Horta (2022)

José Manuel Ramos-Horta (* 26. Dezember 1949 in Dili, Portugiesisch-Timor) ist ein osttimoresischer Politiker. Für seine Bemühungen, eine friedliche Lösung im Osttimorkonflikt zu finden, wurde er 1996 zusammen mit Bischof Carlos Filipe Ximenes Belo mit dem Friedensnobelpreis ausgezeichnet. Von 2006 bis 2007 war Ramos-Horta Premierminister von Osttimor und vom 20. Mai 2007 bis zum 20. Mai 2012 war er der Staatspräsident. Bei einem Attentat am 11. Februar 2008 wurde er schwer verletzt. Am 1. Januar 2013 wurde Ramos-Horta zum UN-Sonderbeauftragten für Guinea-Bissau ernannt. Von 2017 bis 2018 war Ramos-Horta Staatsminister und Berater für Fragen der nationalen Sicherheit. Am 20. Mai 2022 wurde er zum zweiten Mal als Staatspräsident Osttimors vereidigt.

## Werdegang

### Frühe Jahre

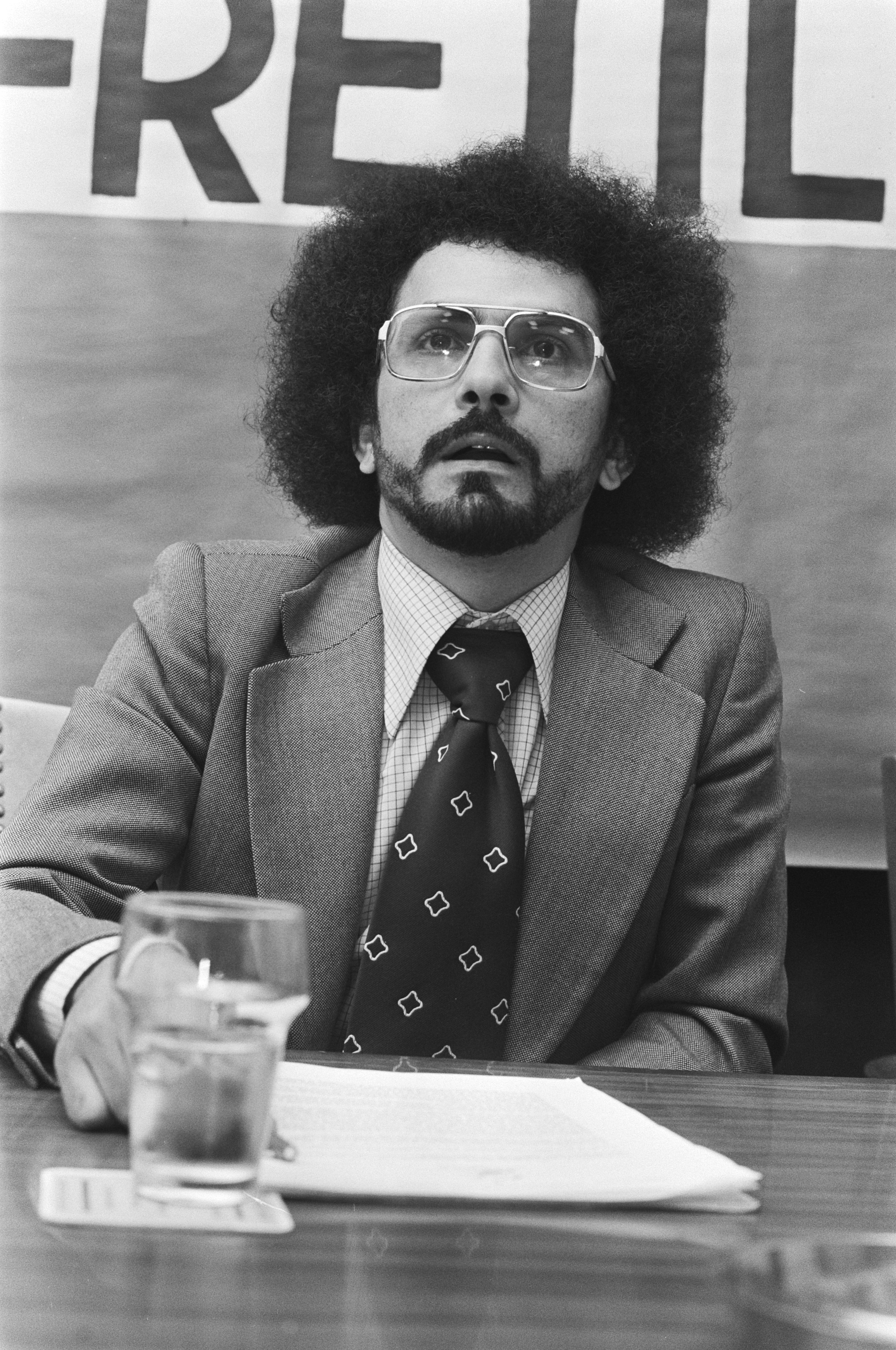
José Ramos-Horta bei einer Pressekonferenz im Hotel Krasnapolsky in Amsterdam (1976)

José Ramos-Horta wurde in Dili, der Hauptstadt von Osttimor, als Sohn der Timoresin Natalina Ramos Filipe Horta aus Holarua und des Portugiesen Francisco Horta geboren. Francisco Horta war von der Diktatur António de Oliveira Salazars aus seiner Heimat verbannt worden. Ramos-Hortas Vater war 1936 Unteroffizier in der portugiesischen Marine und beteiligte sich an der Meuterei der Kriegsschiffe vom Tejo. Zusammen mit anderen Seeleuten übernahm er zwei Kriegsschiffe, den Aviso Afonso de Albuquerque und den Zerstörer Dao, und setzte Kurs auf Richtung Spanien, um im Spanischen Bürgerkrieg auf Seiten der Republik gegen Francisco Franco zu kämpfen. An der Mündung des Tejo wurden die Meuterer von portugiesischen Streitkräften vom Land aus unter Beschuss genommen und mussten sich ergeben. Francisco Horta wurde nach Portugiesisch-Timor verbannt. Im Zweiten Weltkrieg kämpfte er zusammen mit australischen Kommandos gegen die japanischen Besatzer. Er starb 1970. Auch Ramos-Hortas Großvater António Luís Horta war bereits auf den Azoren, später auf Kap Verde und in Portugiesisch-Guinea im politischen Exil, bis er zuletzt nach Portugiesisch-Timor kam. José Ramos-Horta ging in der katholischen Mission Missão do Sagrado Coração de Jesus in Soibada und dem Liceu Dr. Francisco Machado in Dili zur Schule. In seinem letzten Schuljahr arbeitete Ramos-Horta bereits für die Zeitung A Voz de Timor. Auch für das Magazin Seara des Bistums Dili verfasste Ramos-Horta politische Artikel.
Von 1970 bis 1971 musste er ins Exil nach Portugiesisch-Ostafrika (das heutige Mosambik) gehen. Die Direção-Geral de Segurança (DGS), die portugiesischen Geheimpolizei, hatte berichtet, Ramos-Horta habe einem amerikanischen Touristen erklärt, Portugal sei nicht fähig Timor zu entwickeln, es wäre besser, wenn die USA die Kolonie übernehmen würden. Andere Quellen geben an, ein antikolonialer Kommentar in der A Voz de Timor habe zur Verbannung geführt. Auch im Exil stand Ramos-Horta unter Überwachung der DGS. Zurück in Timor verfasste er den Artikel Der Mythos und die Realität, womit er erneut in das Fadenkreuz der Polizei kam. Die Nelkenrevolution in Portugal 1975 kam einer erneuten Verbannung zuvor.
Am 23. August 1973 berichtet der australische Journalist Bill Nicol erstmals von einer politischen Untergrundbewegung namens „Timor Liberation Front“. Diese Bewegung sei nach Aussagen eines „jungen Radikalen“ aus Dili zwar „unbedeutend, unorganisiert und unbewaffnet“, jedoch bereit gegen die Portugiesen vorzugehen. Nicol ist sich sicher, dass der „junge Radikale“ José Ramos-Horta war. Wenige Monate später taucht Ramos-Horta auch erstmals namentlich in der australischen Presse auf, als er in einem Interview den portugiesischen Kolonialismus und die Politik der australischen Labour-Regierung dazu attackierte. Statt Enthaltungen Australiens bei Kolonialfragen in den Vereinten Nationen, forderte Ramos-Horta Unterstützung für Timor in Form von Entwicklungshilfe und Ausbildung. In seiner Heimat geriet Ramos-Horta aufgrund des Interviews in Schwierigkeiten, weswegen er versuchte sich mit Artikeln in der Voz de Timor von dem Interview etwas zu distanzieren.
Die timoresischen Nationalisten versuchten unter anderem in Indonesien Unterstützung für die Unabhängigkeit von Portugal zu finden. Ramos-Horta diente dabei als Verbindungsmann mit Indonesiens Konsul in Dili, E. M. Tomodok. Dieser ermutigte Ramos-Horta beim indonesischen Militär nach Sympathisanten zu suchen.
1974 drohte Ramos-Horta aufgrund seines Interviews für die australischen Northern Territory News die erneute Verbannung, doch nur zwei Tage vor seiner geplanten Abreise, traf die Nachricht über die Nelkenrevolution in Portugal ein. Nach dem Ende der Diktatur konnte Ramos-Horta in Osttimor bleiben.

### Unabhängigkeitskampf

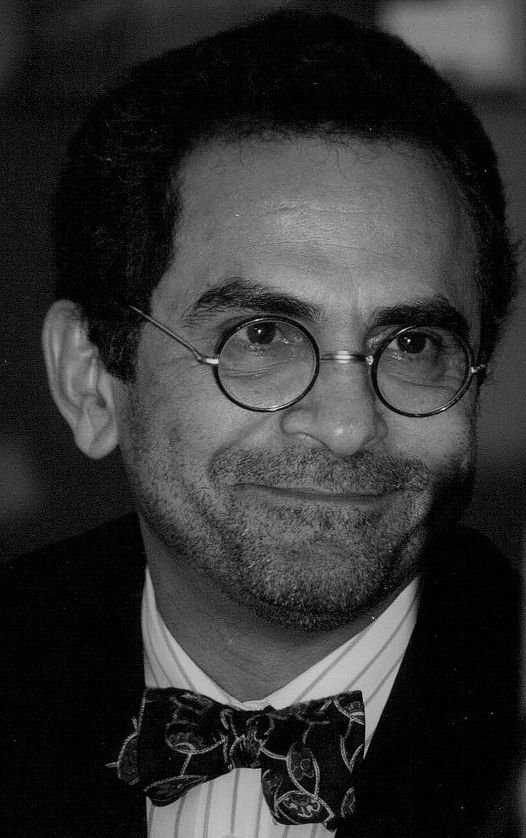
Ramos-Horta (1996)

Ramos-Horta gehörte 1974 zu den Mitbegründern der Associação Social Democrática Timorense (ASDT, deutsch Timoresische Sozialdemokratische Assoziation, die heutige ASDT ist eine spätere Gründung), aus der später die FRETILIN hervorging. Als gemäßigter Politiker in der nationalistischen Führung, war er als Außenminister der Regierung der Demokratischen Republik von Osttimor vorgesehen, die im November 1975 von der FRETILIN ausgerufen wurde. Ramos-Horta amtierte in dieser Funktion allerdings nur wenige Tage, bevor Indonesien Osttimor besetzte. Ramos-Horta hatte Osttimor drei Tage vor der Invasion verlassen, um beim UN-Sicherheitsrat für die Anerkennung des Landes zu werben. Nun versuchte er ihn in New York zu Maßnahmen gegen die Besatzung und später gegen den Massenmord des indonesischen Militärs zu drängen. 1977 gab Ramos-Horta sein Amt als Außenminister offiziell an Marí Alkatiri ab, um als Sprecher der Exilregierung zu fungieren.
Von 1976 bis 1986 war José Ramos-Horta ständiger Vertreter der FRETILIN bei den Vereinten Nationen und kämpfte hier für die Unabhängigkeit Osttimors. Zudem war er der offizielle Sprecher von Xanana Gusmão, der den bewaffneten Kampf gegen die indonesischen Truppen anführte, und der nach der endgültigen Unabhängigkeit des Landes 2002 zum ersten Präsidenten von Osttimor gewählt wurde. Durch seine Arbeit wurde José Ramos-Horta zum international bekanntesten Fürsprecher für die Freiheit Osttimors. In seiner Heimat verlor er von seinen elf Geschwistern während dieser Zeit seine Schwester Maria, die bei einem Luftangriff getötet wurde, sowie seine zwei Brüder Nuno und Guilherme, von denen einer während eines Polizeiverhörs starb und der andere im Alter von 14 Jahren spurlos verschwand, António starb im November 1992 aufgrund der schlechten medizinischen Versorgung.
Ramos-Horta studierte 1983 Völkerrecht an der Haager Akademie für Völkerrecht und Menschenrechte am International Institute of Human Rights in Straßburg. An der Columbia University in New York belegte er im selben Jahr Kurse in American Foreign Policy. An der Antioch University schloss Ramos-Horta 1984 mit einem Master of Arts degree in Peace Studies ab. Er ist Senior Associate Member des St Antony’s College der Universität Oxford (1987). 1988 trat Ramos-Horta aus der FRETILIN aus, um im neu gegründeten Dachverband des osttimoresischen Widerstands CNRT unparteiisch agieren zu können.
Ramos-Horta war zeitweise als Dozent an der University of New South Wales in Sydney tätig. Im Dezember 1996 teilte José Ramos-Horta den Friedensnobelpreis mit seinem Landsmann Bischof Carlos Filipe Ximenes Belo. Das Komitee würdigte die beiden für ihre „ständigen Bemühungen, die Unterdrückung der kleinen Leute aufzuhalten“ und hoffend, dass diese Auszeichnung „die Anstrengungen zur Findung einer diplomatischen Lösung des Osttimorkonflikt anspornen, basierend auf dem Recht der Selbstbestimmung“.
1998 führte Ramos-Horta als Vermittler erfolgreich Verhandlungen mit der kolumbianischen Ejército de Liberación Nacional, um die Befreiung von 15 Geiseln.

### Politische Karriere im unabhängigen Osttimor

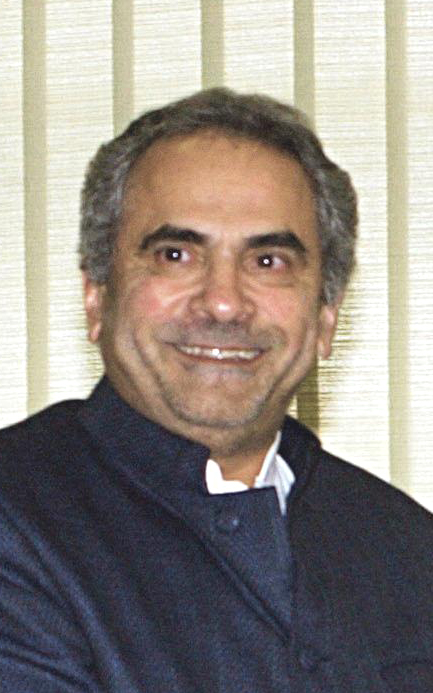
José Ramos-Horta (2004)

Als die Vereinten Nationen 1999 die Verwaltung in Osttimor übernahmen, kehrte Ramos-Horta am 1. Dezember in seine Heimat zurück und wurde ab dem 12. Juli 2000 Außenminister der Übergangsregierung. Nach der Unabhängigkeit blieb Ramos-Horta Außenminister des Landes. Nach dem Rücktritt des Verteidigungsministers am 3. Juni 2006 im Laufe der Unruhen in Osttimor 2006 übernahm Ramos-Horta zusätzlich dessen Aufgaben, trat allerdings am 25. Juni 2006 infolge von Konflikten mit dem umstrittenen Premierminister Marí Alkatiri von allen seinen Ämtern zurück, nachdem die FRETILIN eine Entlassung Alkatiris abgelehnt hatte. Alkatiri gab einen Tag später auf und trat ebenfalls zurück. José Ramos-Horta führte die Regierungsgeschäfte weiter. Er wurde als Wunschkandidat des Westens für die Nachfolge Alkatiris gehandelt. Teile der FRETILIN favorisierten aber Ramos-Hortas Ex-Frau und Staatsministerin Ana Pessoa Pinto, die eine enge Vertraute Alkatiris war. Schließlich erklärte Präsident Xanana Gusmão am 8. Juli 2006, er habe sich mit der FRETILIN darauf geeinigt, Ramos-Horta zum Premierminister zu machen. Am 10. Juli legte er seinen Amtseid als neuer Regierungschef ab. Ramos-Hortas Stellvertreter wurden Landwirtschaftsminister Estanislau da Silva und Gesundheitsminister Rui Maria de Araújo. Ramos-Horta hatte auch das Amt des Verteidigungsministers inne.

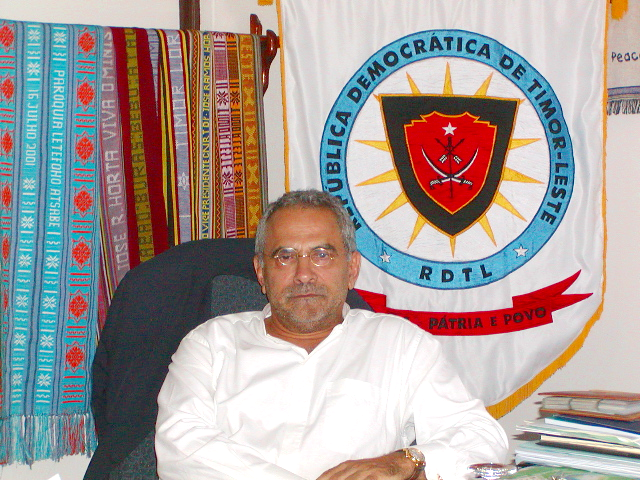
José Ramos-Horta in seinem Büro (2006)

Bei den Präsidentschaftswahlen am 9. Mai 2007 wurde Ramos-Horta mit 69 % nach einer Stichwahl gegen den FRETILIN-Kandidaten Francisco Guterres zum Präsidenten gewählt. Amtsvorgänger Xanana Gusmão hatte bereits im Vorfeld erklärt, nicht mehr antreten zu wollen, sondern bei den darauffolgenden Parlamentswahlen als neuer Regierungschef zu kandidieren. Ramos-Horta wurde während seiner Kandidatur von den neuen Parteien CNRT (der Partei Gusmãos), PMD, UNDERTIM und der Maubere Jugendorganisation unterstützt.
Am 19. Mai 2007 trat Ramos-Horta von seinen Ämtern als Premier- und Verteidigungsminister zurück und wurde am 20. Mai 2007 zum neuen Präsidenten von Osttimor vereidigt.
Am 11. Februar 2008 überfielen Rebellen das Haus von Ramos-Horta. Ramos-Horta wurde dabei durch zwei Schüsse schwer verwundet. Der Anführer der Rebellen, Alfredo Reinado, kam bei dem Überfall ums Leben.
Nachdem Ramos-Horta mehrmals Politik und mögliche Korruption in der Regierung Gusmãos kritisierte, versagte dieser seine Unterstützung bei den Präsidentschaftswahlen 2012. Stattdessen unterstützte Gusmão den unabhängigen Kandidaten Taur Matan Ruak. Ramos-Horta schied in der ersten Runde der Wahlen am 17. März 2012, deutlich abgeschlagen auf Platz 3, mit nur 17,48 % aus. In der Nacht vom 19. auf dem 20. Mai gab Ramos-Horta um Mitternacht sein Amt an seinen Nachfolger Taur Matan Ruak ab.

### Vereinten Nationen

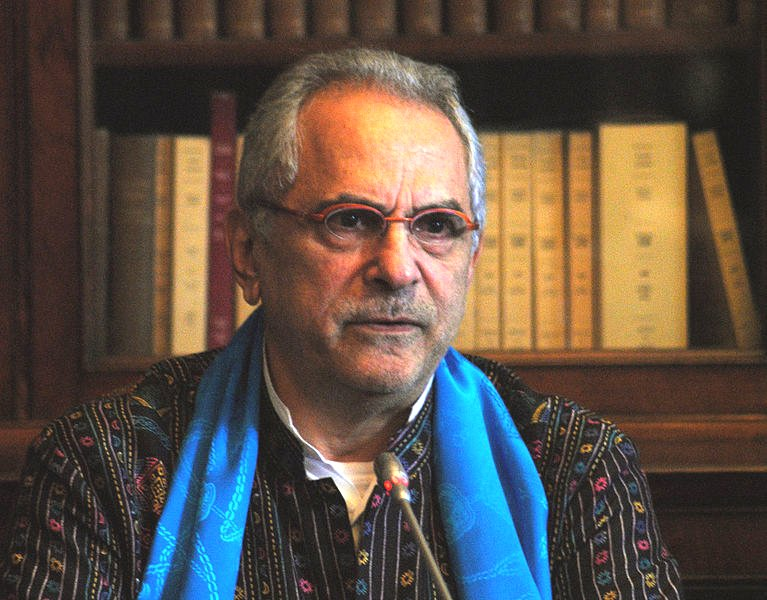
Ramos-Horta als UN-Sonderbeauftragter (2013)

Im Februar 2006 wurde bekannt, dass Ramos-Horta vom UN-Sicherheitsrat für die Nachfolge von UN-Generalsekretär Kofi Annan in Betracht gezogen werde. „Ich bin noch kein Kandidat, aber ich werde darüber nachdenken. Ich habe beachtliche Unterstützung, meine mögliche Kandidatur würde der Erwartung von Millionen Menschen in aller Welt entsprechen“, sagte Ramos-Horta. Nachdem Ramos-Horta jedoch am 10. Juli 2006 als Premierminister Osttimors vereidigt worden war, sagte er in seiner Antrittsrede, er wolle vorerst nicht UN-Generalsekretär werden:

“In conclusion, until some weeks ago friends and supporters made me believe and wanted me to believe that I could occupy the 38th floor of United Nations Head Quarters. Some friendly governments believed in my eligibility. I have got another mission here. I would never be a good United Nations Secretary General if I was not a good Timorese first and a good Timorese must be in this country with his people in their moments of crisis. Perhaps then in 2012. Now the world has to wait as I have more pressing needs to attend to in Timor-Leste.”

„Schließlich, da vor einigen Wochen Freunde und Unterstützer mich glauben ließen und mir zu verstehen gaben, dass ich den 38. Stock des Hauptquartiers der Vereinten Nationen in Anspruch nehmen könnte. Einige befreundete Regierungen hielten mich für wählbar. Ich habe eine andere Aufgabe, hier. Ich wäre nie ein guter Generalsekretär der Vereinten Nationen, wenn ich nicht zuerst ein guter Timorese wäre, und ein guter Timorese muss in diesem Land bleiben und seinem Volk im Augenblick der Krise beistehen. Vielleicht 2012. Jetzt muss die Welt warten, da ich dringendere Pflichten in Timor-Leste zu erfüllen habe.“

Statt Ramos-Horta wurde der Südkoreaner Ban Ki-moon neuer UN-Generalsekretär.
Im Juni 2008 wurde Ramos-Horta als aussichtsreicher Kandidat für das Amt des UN-Hochkommissars für Menschenrechte gehandelt. Er entschied sich aber dagegen, da er erneute Unruhen in Osttimor durch die dann notwendige vorgezogene Wahl eines neuen Staatsoberhaupts befürchtete.
Nach dem Ende seiner Präsidentschaft wurde Ramos-Horta von UN-Generalsekretär Ban Ki-moon am 1. Januar 2013 zum UN-Sonderbeauftragten (Special Representative of the Secretary-General) für Guinea-Bissau ernannt. Er folgte damit Joseph Mutaboba aus Ruanda, der seine Amtszeit am 31. Januar beendete. Am 21. August 2015 übernahm der Nigerianer Olusegun Obasanjo das Amt von Ramos-Horta.

### Erneute Beteiligung in der nationalen Politik

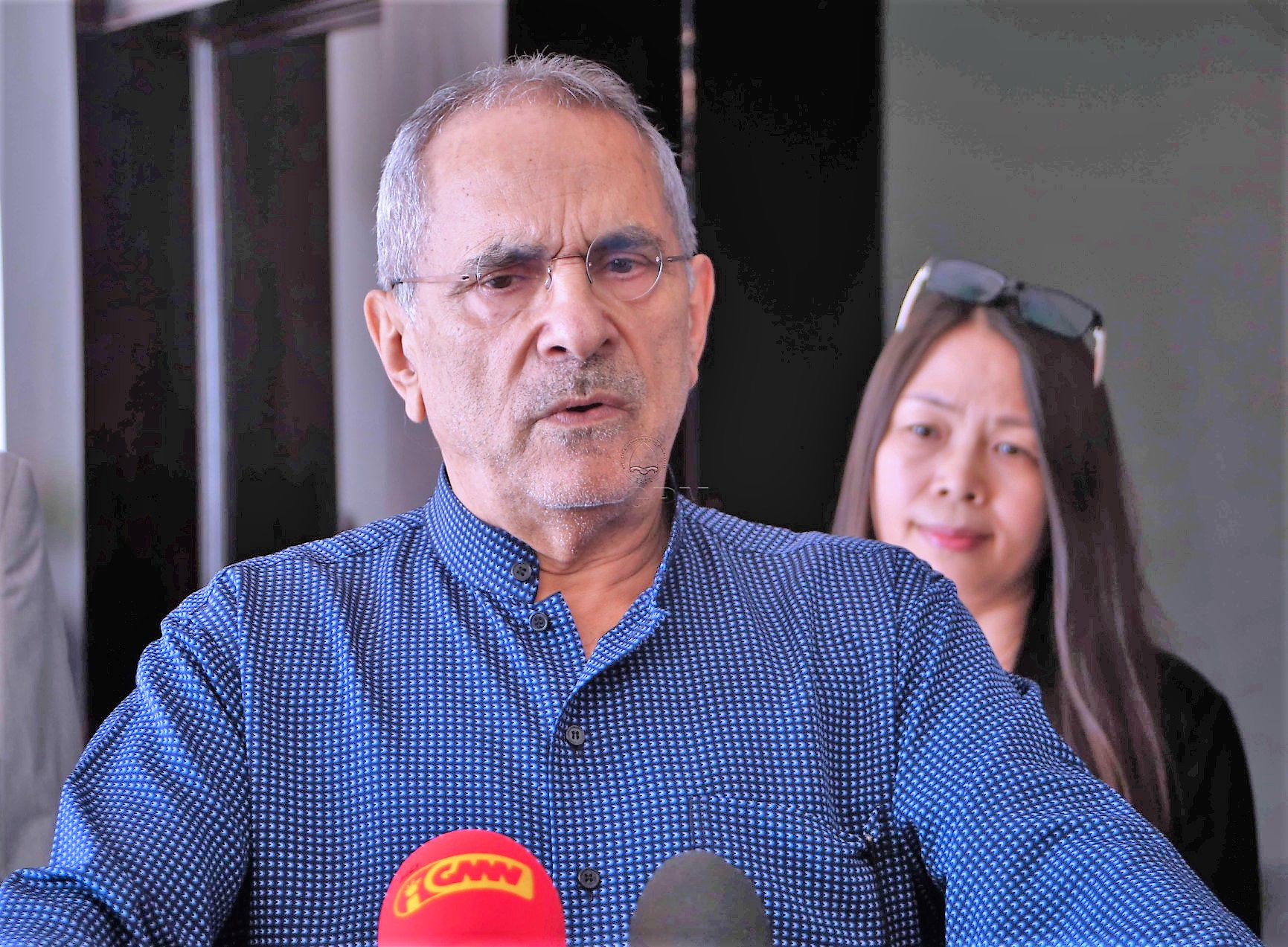
José Ramos-Horta bei einem Interview (2019)

Am 15. September 2017 wurde Ramos-Horta unter dem wiederernannten Premierminister Alkatiri zum Staatsminister und Berater für Fragen der nationalen Sicherheit in der VII. Regierung Osttimors ernannt. Im Amt blieb Ramos-Horta bis zum Antritt der VIII. Regierung Osttimors am 22. Juni 2018.
Zu den Präsidentschaftswahlen in Osttimor 2022 am 19. März trat Ramos-Horta als offizieller Kandidat des CNRT, der Partei von Xanana Gusmão an. Am 19. April 2022 gewann er die Stichwahl gegen Francisco Guterres und wurde zu seiner zweiten Amtszeit am 20. Mai 2022 vereidigt. Entgegen der Erwartungen von Gusmão löste Ramos-Horta aber nicht das Parlament vorzeitig für Neuwahlen auf. Er setzt auf eine Aussöhnung der beiden großen Parteien des Landes.
Am 20. August 2022 verlieh Ramos-Horta Abdullah Mahmud Hendropriyono die osttimoresischen Verdienstmedaille, womit Ramos-Horta heftige Kritik auslöste. Hendropriyono, ehemaliger General und Chef des indonesischen Geheimdienstes BNI wird in mehreren Fällen von schweren Fällen von Menschenrechtsverletzungen in Indonesien und Osttimor die Verantwortung zugeschrieben. Hendropriyono gilt als einer der einflussreichsten Militärs in Indonesien und Ramos-Horta als pragmatischer Politiker.

## Privatleben

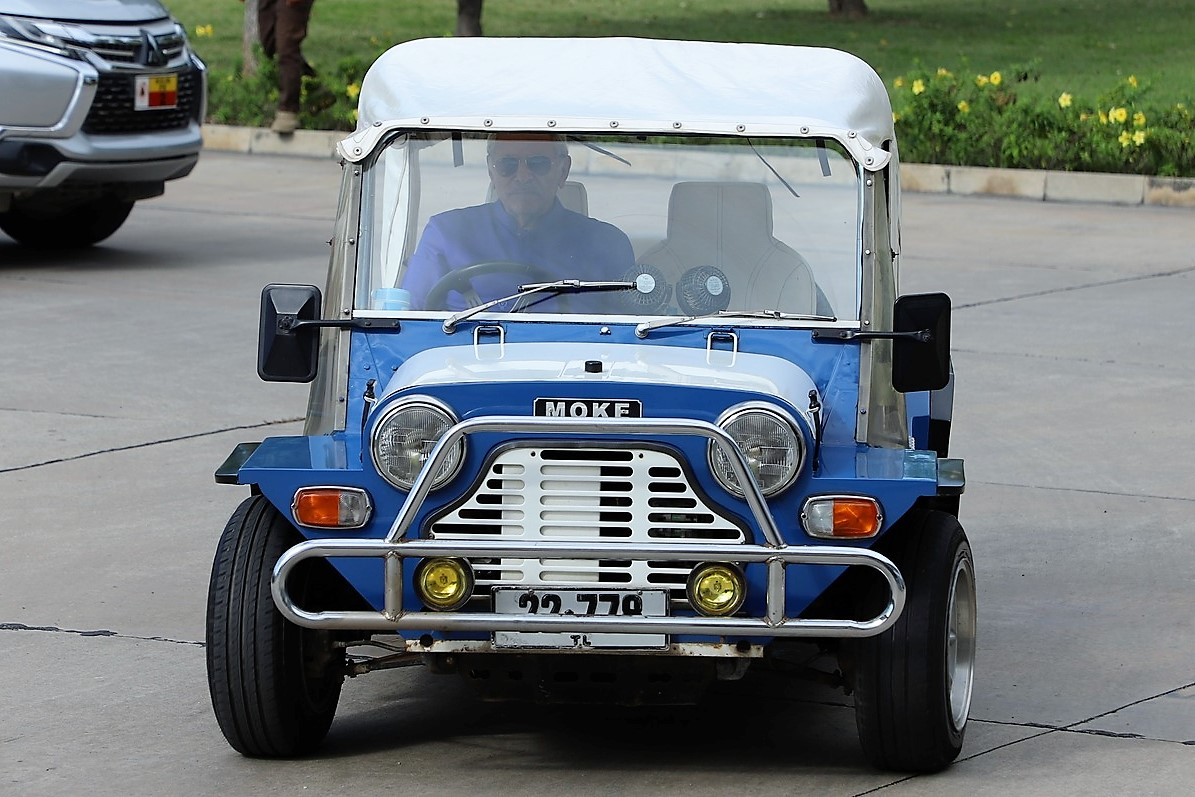
Ramos-Horta in seinem bekannten Mini Moke

Ramos-Horta ist geschieden. Mit seiner ehemaligen Frau, der Generalstaatsanwältin Ana Pessoa Pinto, hat er einen Sohn. Loro Horta, der 1977 geboren wurde; er studierte an der Sydney University und der People’s Liberation Army National Defence University in Peking. Er ist seit 2016 Botschafter Osttimors in Kuba. Ramos-Hortas Schwester Rosa war bis zu dessen Tod 2012 mit João Viegas Carrascalão, dem Chef der União Democrática Timorense (UDT), verheiratet.
Seit 2018 ist Ramos-Horta Präsident des Boavista Futebol Clube Timor-Leste.
Ramos-Horta hat eine Vorliebe für ungewöhnliche Autos. Neben einem Unimog gehört ihm ein Mini Moke, mit dem er durch das Land fährt und auch schon mal Staatsgäste rumkutschiert.

## Veröffentlichungen
- Funu: The Unfinished Saga of East Timor. Red Sea Press, New Jersey 1987, ISBN 0-932415-15-6.
- Funu. Osttimors Freiheitskampf ist nicht vorbei! Ahriman, Freiburg im Breisgau 1997, ISBN 3-89484-556-2.
- Mundu ne’ebe lakon ona, 2009, ein Buch über die Kinder Osttimors

## Auszeichnungen

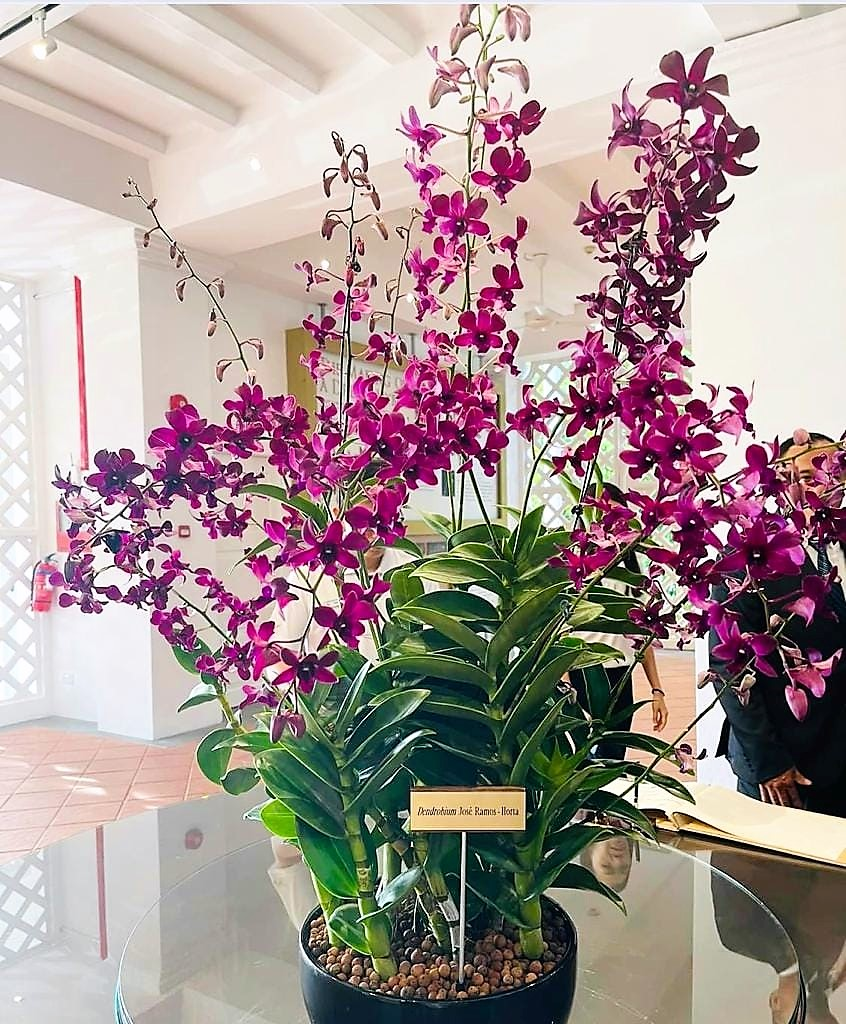
Dendrobium José Ramos-Horta, die nach Ramos-Horta benannte Orchidee

- 2025 – Medalha Amílcar Cabral, Guinea-Bissau[20]
- 2022 – Ehrenprofessur der Paragon International University, Phnom Penh, Kambodscha
- 2014 – Companion of the Order of Australia[21]
- 2014 – Ordem Nacional Colinas do Boé – Guinea-Bissau[22]
- 2013 – Honorary Companion of the Order of Australia
- 2010 – José-Martí-Orden – Kuba
- 2008 – Großer Halsbandorden des Ordens des Infanten Dom Henrique, Portugal
- 2004 – Großkreuz des Ordens von Rio Branco, Brasilien
- 2001 – Hollywood Film Festival Humanitarian Award, USA
- 2002 – Golden Plate Award, Academy of Achievements, USA
- 2000 – Goldmedaille des Präsidenten Italiens
- 1999 – First Hague Peace Appeal Award, Niederlande
- 1998 – Goldmedaille der University of Coimbra, Portugal
- 1998 – Großkreuz des Freiheitsorden, Portugal
- 1997 – Medaille der University of San Francisco, USA
- 1996 – Friedensnobelpreis, Norwegen
- 1996 – Erster UNPO Friedenspreis, Niederlande
- 1995 – International Peace Activist Award, Gleitsman Foundation, USA
- 1993 – Thorolf-Rafto-Gedenkpreis, Norwegen[23]

Singapur hat eine Orchidee-Hybride anlässlich seines Staatsbesuches 2022 nach José Ramos-Horta benannt, die Dendrobium José Ramos-Horta.